# Анорексія (симптом)
Анорексі́я (дав.-гр. α- , без-, не-, ὄρεξις — позив до їжі) — симптом, що полягає в повній відсутності апетиту за об'єктивної потреби організму в харчуванні, який супроводжує більшість метаболічних захворювань, інфекційних, онкологічних хвороб, уражень травної системи, а також виникає з інших причин.

## Особливості
Анорексія може призводити до білково-енергетичної недостатності. Виділяють такі різновиди симптому:
- Первинна анорексія — втрата почуття голоду, пов'язана з гормональною дисфункцією, неврологічною патологією, злоякісними пухлинами[4].
- Лікарська анорексія — її спричинює прийом спеціальних анорексигенних препаратів з метою зниження маси тіла або побічною дією інших препаратів (антидепресантів, психостимуляторів, антагоністи гормонів та ін.)[5]